# 日本メンデル協会
公益社団法人日本メンデル協会（こうえきしゃだんほうじんにほんメンデルきょうかい、英語名は The Japan Mendel Society （略称JMS））は，生物科学分野の日本の学会。
遺伝学の普及･振興と，遺伝学の祖メンデル (Gregor Johann Mendel; 1822-1884) の業績の顕彰を行い，社会における細胞遺伝学と細胞生物学の理解を深めることを目的としている。1984年12月10日に設立され，2013年9月2日に公益財団法人として認定された。

## 歴史
1984年に篠遠喜人（1895-1989; 当時，国際基督教大学学長，東京大学名誉教授）らが中心になって設立した。初代会長は，篠遠喜人。その後，田中信徳，飯野徹雄，平野正，吉田幸弘，廣川秀夫，長田敏行，河野重行などが，会長を務める。当初は任意団体と出発し，1985年に一般社団法人となったが，2013年長田敏行会長のときに，公益社団法人に移行した。
1990年には，国際細胞学会から“CYTOLOGIA（キトロギア）”　の発行の権利と義務を委譲され，現在まで，その発行母体となっている。

## 概要および活動
遺伝学の普及と振興を目的として，以下のような事業を行っている
- 英文科学専門誌 “CYTOLOGIA”の発行 - CYTOLOGIAは，細胞生物学や遺伝学に関連する論文を掲載。1929年に創刊された，我が国初の国際的科学雑誌。年4回刊行される。

- 優れた論文や研究の顕彰
  - 和田賞：“CYTOLOGIA”に掲載された物の中から優れた論文を顕彰。本賞は，和田薫幸会から財政的補助を受けている
  - CYTOLOGIA奨励賞：“CYTOLOGIA”に論文が掲載されたことがあり，優れた研究を推進している若手研究者を顕彰。

- 「メンデル講演会」の開催 - 一般の方がメンデルや遺伝学の研究を理解し楽しんでもらうための講演会であり，サイエンスコミュニケーション活動のひとつ。2003年から，毎年開催されている。2016年(メンデルの論文出版150周年）と2022年（メンデル生誕200周年）には，創設者篠遠の故郷にある諏訪湖博物館で，メンデル特別展も開催された。

- 講演会の開催
- 和田賞・CYTOLOGIA奨励賞の受賞講演会やメンデル協会大会（2024年より）の開催 - 受賞講演会は一般にも公開されるサイエンスコミュニケーション活動の側面もあり，メンデル協会大会は会員間の研究情報交換と交流を目的としている。